# Holly Weston
Holly Weston (Liverpool, 30 de agosto de 1985) es una actriz inglesa, más conocida por haber interpretado a Ash Kane en la serie Hollyoaks.

## Carrera
En 2008 apareció en la película Filth and Wisdom, dirigida por Madonna, donde interpretó a Holly, una bailarina de ballet que trabaja como estríper y bailarina de barra en un club local.
El 28 de septiembre de 2011, se unió al elenco de la exitosa serie británica Hollyoaks, donde interpretó a Ashleigh "Ash" Kane hasta el 17 de octubre de 2013. En 2012 apareció como invitada en un episodio de la serie White Heat, donde dio vida a Leah.

## Filmografía

### Series de televisión
| Año         | Título             | Personaje     | Notas                             |
| ----------- | ------------------ | ------------- | --------------------------------- |
| 2016        | The Collection     | Flor          | 3 episodios                       |
| 2014        | Casualty           | Amy Webster   | episodio "Valentines Day Mascara" |
| 2011 - 2013 | Hollyoaks          | Ash Kane      | 176 episodios                     |
| 2012        | White Heat         | Leah          | episodio # 1.4                    |
| 2010        | Law & Order: UK    | Sadie         | episodio "Hounded"                |
| 2009        | Off the Hook       | Fleur         | episodio # 1.4                    |
| 2008        | Harley Street      | Grece         | 2 episodios                       |
| 2005        | Murder in Suburbia | Holly Andrews | episodio "Witches"                |

### Películas
| Año  | Título              | Personaje        | Notas                                                                                    |
| ---- | ------------------- | ---------------- | ---------------------------------------------------------------------------------------- |
| 2015 | The Danish Girl     | Asistente        | junto a Eddie Redmayne, Alicia Vikander, Matthias Schoenaerts, Ben Whishaw y Amber Heard |
| 2014 | Assassin            | Chloe            | junto a Martin Kemp, Gary Kemp, Anouska Mond & Danny Dyer                                |
| 2013 | Dementamania        | Laura Harrington | junto a Kal Penn, Vincent Regan, Geoff Bell, John Thomson & Sam Robertson                |
| 2012 | Gallop              | -                | cortometraje                                                                             |
| 2012 | John Carter         | Esposa de Carter | junto a Taylor Kitsch                                                                    |
| 2012 | Edelweiss           | Polly            | corto - junto a Nigel Allen, Beau Fowler & Nick Lavelle                                  |
| 2011 | A Love Too Tempting | Víctima          | corto - junto a Benjamin Green & Laura Kriefman                                          |
| 2011 | Gangster Kittens    | Joven            | junto a Sophie Wilcox, Carly Garrod & Philippa Calver                                    |
| 2010 | Splintered          | Sophie           | junto a Stephen Walters & Sol Heras                                                      |
| 2008 | Filth and Wisdom    | Holly            | junto a Eugene Hutz, Hannah Walters & Richard E. Grant                                   |
| 2008 | All That's Left     | -                | corto - junto a Travis Oliver                                                            |
| 2004 | Wall of Silence     | Kelly            | junto a James Nesbitt & John J. Joseph                                                   |